# کنترل پنل
کنترل پنل (به انگلیسی: Control Panel)، بخشی از واسط گرافیکی کاربر در ویندوز است که اجازهٔ مشاهده و تغییر تنظیمات و کنترل‌های پایهٔ سامانه را از طریق برنامک‌ها، در مواردی چون افزودن سخت‌افزار، افزودن و پاک‌کردن نرم‌افزار، کنترل حساب‌های کاربری، و تغییر گزینه‌های دسترسی فراهم می‌سازد.
کنترل پنل از نخستین نسخهٔ سیستم‌عامل ویندوز (از ویندوز ۱٫۰) همواره بخشی از آن بوده‌است، که بسیاری از برنامک‌ها در نسخه‌های بعدی اضافه شدند.

## بررسی اجمالی
کنترل پنل بخشی از ویندوز مایکروسافت از ویندوز ۱٫۰، با هر نسخه پی در پی همراه این سیستم بوده‌است. با شروع ویندوز ۹۵، کنترل پنل به عنوان یک پوشه خاص پیاده‌سازی می‌شود، به این معنی که پوشه از نظر فیزیکی وجود ندارد، بلکه تنها شامل میانبرهایی برای برنامک‌های مختلف مانند Add یا Remove Programs و Internet Options است. از نظر فیزیکی این برنامک‌ها به صورت فایل‌های.cpl می‌شوند. به عنوان مثال برنامک Add or Remove Programs تحت نام appwiz ذخیره می‌شود.cpl پوشه SYSTEM32 ذخیره می‌شود.
در ویندوز ایکس پی، صفحه اصلی کنترل پنل تغییر کرد تا ساختار ناوبری دسته‌بندی شده‌ای را ارائه دهد که یادآور پیمایش یک صفحه وب است. کاربران می‌توانند بین این نمایش رده و نمایش کلاسیک مبتنی بر شبکه از طریق گزینه ای که در هر دو سمت چپ یا بالای پنجره ظاهر می‌شود سوئیچ. در ویندوز ویستا و ویندوز ۷، لایه‌های اضافی ناوبری معرفی شدند و پنجره کنترل پنل خود به رابط اصلی برای ویرایش تنظیمات تبدیل شد.
بسیاری از برنامک‌های پانل کنترل فردی را می‌توان از راه‌های دیگری به آن دسترسی داشت. به عنوان مثال، تنظیمات صفحه نمایش را می‌توان با کلیک راست بر روی یک منطقه خالی از دسکتاپ و انتخاب تنظیمات صفحه نمایش دسترسی داشت. کنترل پنل را می‌توان از یک فرمان سریع با تایپ کنترل دسترسی; پارامترهای اختیاری در دسترس هستند برای باز کردن پنل‌های کنترل خاص.
در ویندوز ۱۰، کنترل پنل به نفع برنامه Settings که در ابتدا بر روی ویندوز ۸ به عنوان «تنظیمات PC» معرفی شده بود کنار گذاشته شد البته در ظاهر این قسمت حذف شده بود، شما می‌توانستید همچنان به کنترل پنل دسترسی داشته باشید و بسیاری از تنظیمات جزئی تر ویندوز ۱۰ در حقیقت به کنترل پنل ارجاع داده می‌شد.
از به‌روزرسانی اکتبر ۲۰۲۰ ویندوز ۱۰ تلاش برای باز کردن صفحه سیستم کنترل پنل، کاربران را به برنامه تنظیمات ویندوز ۱۰ هدایت می‌کند.
مایکروسافت همچنین میانبرها و برنامه‌های کاربردی شخص ثالث را مسدود کرده‌است که می‌توانست برای وارد شدن به صفحه سیستم بازنشسته مورد استفاده قرار گیرد.
در ویندوز ۱۱ همچنان سیستم کنترل پنل وجود دارد اما مایکروسافت در نظر دارد که کم‌کم در سیستم عامل ویندوز ۱۱ یک تنظیمات واحد وجود داشته باشد و احتمالا کنترل پنل در آینده نزدیک بازنشسته خواهد شد.